# RENFE-Baureihe 107
Die Einheiten der Renfe-Baureihe 107 sind spanische Hochgeschwindigkeitszüge, die unter dem Markennamen AVE von Renfe betrieben werden sollen. Sie entstehen aus Talgo‍-‍7-Wagen, die für die Trenhotel-Nachtzüge gebaut wurden. Die Triebköpfe sind Neubauten.

## Aufbau und Ausstattung
Im Mai 2021 beauftragte Renfe Talgo mit dem Bau von sechsundzwanzig Triebköpfen mit der Option auf zwölf weitere. Diese Triebköpfe bilden gemeinsam mit 156 aufgearbeiteten Reisezugwagen aus den früheren Trenhotel-Zügen die zukünftige Baureihe 107. Andere Wagen der Generation Talgo 7 sind als Mittelwagen in den Baureihen 130 und 730 eingereiht. Durch den Umbau wurde die Höchstgeschwindigkeit der Wagen von 200 km/h auf 330 km/h gesteigert, die Spurwechselfähigkeit jedoch beibehalten. Die beiden Triebköpfe entsprechen den umspurbaren der Baureihe 106.
Es bestehen Optionen, 72 weitere Wagen umzubauen und 14 neue Triebköpfe zu liefern.